# أندرو دونالد
أندرو دونالد (بالإنجليزية: Andrew Donald)‏ هو لاعب اتحاد الرغبي نيوزلندي، ولد في 11 مايو 1957 في وانجانوي في نيوزيلندا.